# モンテミトロ
モンテミトロ（イタリア語: Montemitro）は、イタリア共和国モリーゼ州カンポバッソ県にある、人口約400人の基礎自治体（コムーネ）。

## 地理

### 位置・広がり

#### 隣接コムーネ
隣接するコムーネは以下の通り。括弧内のCHはキエーティ県所属を示す。
- チェレンツァ・スル・トリーニョ (CH)
- モンテファルコーネ・ネル・サンニオ
- サン・フェリーチェ・デル・モリーゼ
- トゥフィッロ (CH)